# Strażnica WOP Kamieniec
Strażnica Wojsk Ochrony Pogranicza Kamieniec – zlikwidowany podstawowy pododdział graniczny Wojsk Ochrony Pogranicza pełniący służbę graniczną na granicy z Niemiecką Republiką Demokratyczną/Republiką Federalną Niemiec.

Strażnica Straży Granicznej w Kamieńcu – zlikwidowana graniczna jednostka organizacyjna Straży Granicznej realizująca zadania bezpośrednio w ochronie granicy państwowej z Republiką Federalną Niemiec.

## Formowanie i zmiany organizacyjne
Strażnica została sformowana w 1945 w strukturze 13 komendy odcinka Szczecin jako 61 strażnica WOP (Kamieniec)o stanie 56 żołnierzy. Kierownictwo strażnicy stanowili: komendant strażnicy, zastępca komendanta do spraw polityczno-wychowawczych i zastępca do spraw zwiadu. Strażnica składała się z dwóch drużyn strzeleckich, drużyny fizylierów, drużyny łączności i gospodarczej. Etat przewidywał także instruktora do tresury psów służbowych oraz instruktora sanitarnego.
W związku z reorganizacją oddziałów WOP, 24 kwietnia 1948, 61 strażnica OP Kamieniec (Lipniki Górne)  została włączona w struktury  42 batalionu OP, a 1 stycznia 1951 123 batalionu WOP w Szczecinie.
Od 15 marca 1954 wprowadzono nową numerację strażnic, a 61 strażnica  I kategorii otrzymała nr 59 w skali kraju.
W 1955 rozformowano GPK Pargowo o stanie 41 wojskowych. Jego funkcje przekazano strażnicy Kamieniec.
W 1956 rozpoczęto numerowanie strażnic na poziomie brygady. Strażnica specjalna Kamieniec miała nr 6 w 12 Brygadzie Wojsk Ochrony Pogranicza.
1 stycznia 1960 funkcjonowała jako 20 strażnica WOP Kamieniec II kategorii w strukturach 123 batalionu WOP w Szczecinie . 
1 stycznia 1964 strażnica WOP nr 12 Kamieniec uzyskała status strażnicy lądowej i zaliczona została do III kategorii w strukturach 123 batalionu WOP Szczecin, który rozformowano w 1964, a podległe strażnice zostały włączone bezpośrednio pod sztab 12 Pomorskiej Brygady WOP w Szczecinie.
1 czerwca 1968 strażnica WOP nr 12 Kamieniec miała status strażnicy technicznej podległej bezpośrednio pod sztab 12 Pomorskiej Brygady WOP w Szczecinie.
W drugiej połowie 1984 utworzono batalion graniczny WOP Szczecin i w jego strukturach funkcjonowała Strażnica WOP Kamieniec.
Do 31 października 1989 strażnica podlegała dowódcy batalionu granicznego Pomorskiej Brygady WOP w Szczecinie, jako Strażnica WOP lądowa rozwinięta w Kamieniec.
1 listopada 1989 rozformowano Batalion Graniczny Pomorskiej Brygady WOP w Szczecinie i strażnicę podporządkowano bezpośrednio dowódcy Pomorskiej Brygady WOP w Szczecinie, już jako Strażnica WOP lądowa w Kamieńcu. Tak funkcjonowała do 15 maja 1991.
Straż Graniczna:
16 maja 1991, po rozwiązaniu Wojsk Ochrony Pogranicza, strażnica w Kamieńcu weszła w podporządkowanie Pomorskiego Oddziału Straży Granicznej i przyjęła nazwę Strażnica Straży Granicznej w Kamieńcu (Strażnica SG w Kamieńcu).
Kiedy nieuchronnie zbliżał się czas wejścia Polski do Unii Europejskiej, Pomorski Oddział SG przeszedł kolejne reorganizacje organów terenowych, będące swego rodzaju etapem procesu dostosowywania systemu ochrony granicy RP do standardów unijnych. W wyniku czego z początkiem października 2002 rozformowano i wyłączono z systemu ochrony granicy państwowej Strażnicę SG w Kamieńcu. Jej funkcje i obszar działania przejęła Strażnica SG w Barnisławiu.

## Ochrona granicy
W 1960 20 strażnica WOP Kamieniec II kategorii ochraniała odcinek granicy państwowej o długości 7098 m:
- Włącznie od znaku granicznego nr 755, wyłącznie do znaku gran. nr 769.

Na odcinku Strażnicy WOP Kamieniec do ochrony granicy państwowej wykorzystywane były urządzenia sygnalizacyjne na podczerwień tzw. US-y.

## Wydarzenia
- 1947 – 10 marca patrol strażnicy w składzie: szer. Henryk Lejter i szer. Eugeniusz Ryblewski poległ w walce z grupą przestępczą, prawdopodobnie niemiecką, w rejonie Lipnik Górnych. Żołnierzy odznaczono pośmiertnie Krzyżami Walecznych. Grób poległych i pamiątkowa płyta znajdują się na Cmentarzu Centralnym w Szczecinie[19].
- 1964 – na zagrożonych odcinkach strażnic lądowych w miejsce dotychczas przestarzałej sygnalizacji świetlnej rozpoczęto instalowanie urządzeń sygnalizacyjnych na podczerwień tzw. US-y[g]. Strażnice na których zostały zainstalowane te urządzenia nazwano strażnicami technicznymi, urządzenia te bowiem wymagały dobrze wyszkolonej obsługi do prawidłowego wykonania instalacji, zorganizowania właściwej eksploatacji i konserwacji. Główna uwaga w pełnieniu służby granicznej skupiała się na dozorze zainstalowanych na strażnicach urządzeń, które w dzień i w nocy zapewniały ciągłość ochrony granicy na całym ochranianym odcinku. Z powodu polepszenia warunków służby dotychczasowe stany osobowe strażnic zostały zmniejszone bez uszczerbku dla ochrony granicy państwowej [21].

- 1976 – wycofano z granicy rowery, zastępując je motocyklami małolitrażowymi; WSK-175 dla kadry i WSK-125 dla żołnierzy służby zasadniczej (5–13 motocykli w zależności od obsady i na jakiej granicy). Wyposażone w łączność radiową motocykle stały się podstawowym środkiem transportu w służbie patrolowej i rozpoznawczej[22].
- 13 grudnia 1981–22 lipca 1983 – (stan wojenny w Polsce), normę służby granicznej dla żołnierzy podwyższono z 8 do 12 godzin na dobę. Ścisłą kontrolą objęto całą strefę nadgraniczną. W stan gotowości były postawione pododdziały odwodowe[23].
- 1990 – 21 maja ok. godz. 19:40 na odcinku strażnicy Kamieniec miał miejsce fakt dewastacji urządzeń sygnalizacyjnych oraz wydeptanie na pasie zaoranym napisu: STETTIN BLEJBST DEUSCH.

## Strażnice sąsiednie
- 60 strażnica WOP Marwice ⇔ 62 strażnica WOP Barnisław – 1946
- 60 strażnica OP Gryfino ⇔ 62 strażnica OP Barnisław (Broniszewo) – 1949
- 58 strażnica WOP Gryfino ⇔ 60 strażnica WOP Barnisław – 15.03.1954
- 58 strażnica WOP Gryfino kat. III ⇔ 59a strażnica WOP Rosówek – 1955
- 5 strażnica WOP Gryfino specjalna ⇔ 7 strażnica WOP Rosówek kat. I – 1956
- 21 strażnica WOP Gryfino kat. III ⇔ 19 strażnica WOP Rosówek kat. III – 1.01.1960.
- 13 strażnica WOP Gryfino rzeczna kat. I ⇔ 11 strażnica WOP Kołbaskowo lądowa kat. III – 1.01.1964
- 13 strażnica WOP Gryfino rzeczna ⇔ 11 strażnica WOP Kołbaskowo lądowa kat. III – 1.01.1968

Straż Graniczna:
- Strażnica SG w Gryfinie ⇔ Strażnica SG w Barnisławiu – 16.05.1991[17].

## Komendanci/dowódcy strażnicy
- ppor. Tadeusz Drozdowski (był w 10.1946)[h]
- Józef Juchta (1.01.1951–14.02.1952)[25]
- ppor. Zbigniew Tobisz (1953–1956)[26]
- por Alfred Michniewski (1956–1964)[27]
- kpt. Mikołaj Wakuluk (1963–co najmniej do 1965)
- kpt. Witold Żelężyk (12.1972–06.1976)
- por. Zbigniew Badocha (1987–1991)

---
- Janusz Kurzyna
- Wiesław Toczko
- Janusz Nowak
- Piotr Kmiotek
- Karol Antoniuk.